# اشارکوتا
اشارکوتا (به لاتین: Asharkota) یک منطقهٔ مسکونی در بنگلادش است که در ناحیه لاکشیم‌پور واقع شده‌است. اشارکوتا ۱۰ متر بالاتر از سطح دریا واقع شده‌است.

## نقاط مهم
مساجد متعددی در این روستا وجود دارد که از آن جمله می‌توان به مسجد آشرکوتا پرودهانیا باری و اشرکوتا منشی مهر الله جامع مسجد اشاره کرد.  مدرسه ابتدایی تاگوریه و دبیرستان تاغوریا عبیدالحاق در شمال شرقی تاغوریا قرار دارند. 